# Social Sciences Citation Index
O Social Sciences Citation Index (SSCI) é um índice de citações comercializado pela Clarivate Analytics e originalmente desenvolvido pelo Institute for Scientific Information, a partir do Science Citation Index.
O banco de citações da SSCI cobre cerca de 3.000 das principais revistas acadêmicas, na área de ciências sociais, de todo o mundo,  em mais de 50 disciplinas. Registra artigos que foram citados por outros artigos  e está disponível online por meio do serviço pago Web of Science. 

## Crítica
Philip Altbach criticou o Social Sciences Citation Index por favorecer, em geral, os periódicos em inglês e, em particular, os periódicos dos Estados Unidos, enquanto os periódicos publicados em outros idiomas são sub-representados.
Em 2004, os economistas Daniel B. Klein e Eric Chiang conduziram uma pesquisa sobre o Social Sciences Citation Index e identificaram um viés contrário às pesquisas orientadas à economia de mercado. Além desse viés ideológico, Klein e Chiang também apontaram deficiências metodológicas que incentivavam a contagem excessiva de citações, concluindo que o SSCI faz um trabalho insuficiente, do ponto de vista qualitativo, em relação à relevância e à precisão dos artigos indexados.